# Сексуална револуција
Сексуална револуција (позната и као сексуално ослобођење) термин је који се користи за описивање промена у друштвеним погледима и моралу у односу на сексуалност карактеристичну за западни свет 1960-их и 1970-их. Тада су многи до сада игнорисани, прећуткивани или одбачени облици сексуалности постали прихваћени у друштву као „нормални“. Ово се првенствено односи на алтернативе до тада хетеросексуалном моногамном браку, односно легализацију хомосексуалности, побачаја, контрацепције, јавне голотиње и порнографије.

## Преглед
Појаве које би се могле описати термином „сексуална револуција“ догодиле су се, у већој или мањој мери, у ранијим периодима, а сам појам се први пут појавио крајем 1920-их. Међутим, данас се тај термин углавном односи на 1960-те и 1970-те. Посебно се истиче да је сексуална револуција у овом облику настала као последица ранијих трендова везаних за економију, политику, односно развој науке и технологије и специфичних демографских прилика у свету након Другог светског рата.
Узроци или катализатори сексуалне револуције често укључују напредак технологије и медицине у 20. веку, увођење гласачког права жена, развој нових медија и релативни економски просперитет у којем је нова генерација Беби-бумера сматрала традиционалне друштвене норме превладаним.
У свему томе, треба имати на уму да је сексуална револуција, с обзиром на различите економске и политичке околности, попримила различите облике и различите интензитете у различитим земљама, па чак и у различитим деловима неких земаља. Тако нпр. сексуална револуција у северној Европи одвијала се са далеко мање отпора него конзервативне земље попут Шпаније и Италије ; у међувремену, у Сједињеним Државама трендови сексуалне револуције брже се прихватају у традиционално либералним срединама попут Сан Франциска него у руралној Јути. Такође треба узети у обзир да је пре саме револуције традиционални однос према сексуалности или неким њеним облицима био „опуштенији“ у католичким него протестантским земљама и срединама.
Правне, социјалне и моралне норме које су претходиле сексуалној револуцији, или које представљају њену супротност, обично се називају викторијанским моралом или викторијанизмом, јер су у свом „најчишћем“ и најпрепознатљивијем облику биле карактеристичне за Уједињено Краљевство 19. века током владавине краљице Викторије.

## Напредак науке у 20. веку
Један од кључних предуслова за почетак сексуалне револуције је драматичан напредак медицине у 19. и првој половини 20. века, који је својим достигнућима у великој мери елиминисао здравствене ризике који су до тада служили као оправдање за разне друштвене табуе везане за сексуалност. Овоме се може додати истовремено напредовање технологије, односно природних наука, које су подстицале нове идеје у друштвеним наукама, односно омогућавале утицај позитивизма, социјалног дарвинизма и, у мањој мери, марксизма, различитих друштвених појава, укључујући сексуалност, да почне да размишља научно, а не као раније, са становишта доминантне јудео-хришћанске религије. Један од најпознатијих примера је Зигмунд Фројд чије су идеје почетком 20. века популаризовале концепт сексуалности, односно либидо као корен целокупног људског понашања.

### Напредак у борби против полно преносивих болести
До 20. века, један од најозбиљнијих здравствених проблема у водећим западним земљама биле су широко распрострањене полно преносиве болести, пре свега сифилис ; његове тешке последице и неизлечивост били су главни аргумент викторијанских моралиста за ограничавање изражавања сексуалности, било да се радило о осуди промискуитета или мерама за борбу против проституције. Савремена медицина била је у стању да класификује своје симптоме до 1870, али до 1910, када је пронађен Арсфенамин, није постојала ефикасна метода лечења. Крајем двадесетих година прошлог века пронађен је пеницилин, а затим и други антибиотици који су се широко и успешно користили од четрдесетих година прошлог века за лечење сифилиса, али и других венеричних болести попут гонореје.
Поред напретка на пољу медицине и фармакологије, исти период је, захваљујући напретку хемијске индустрије, довео и до развоја материјала за производњу савремених и ефикасних кондома, који од 1920-их почињу да се масовно користе као најефикасније средство за профилаксу или превенцију полних болести.
Крајем 1970-их, захваљујући профилактичким мерама, као и напретку медицине и фармакологије, западни свет је почео да верује да су полно преносиве болести као узрок смрти или инвалидитета ствар прошлости или у најгорем случају мања непријатност која никога не би требала одвратити да упражњава промискуитетни животни стил. Такви ставови само су се делимично почели мењати све до раних 1980-их са пандемијом сиде.

### Напредак у контроли рађања
Поред полно преносивих болести, један од главних аргумената против „слободног“ секса у викторијанским друштвима била је нежељена трудноћа. Нежељена трудноћа је са собом донела низ проблема како за саме труднице - непотребне здравствене ризике, губитак посла, социјалну стигму - тако и за друштва којима су нежељена деца донела непотребне трошкове, било директно бригом у јавним сиротиштима или индиректно повећаном стопом криминала и другим облицима социјалне патологије. До појаве модерних облика контроле рађања, методе којима су друштва тежила борби против нежељене трудноће сведене су на репресивне мере усмерене на обесхрабривање и ограничавање сексуалности и њене праксе међу „неискусном“ омладином. То се пре свега односило на законско санкционисање табуа против свих облика сексуалности ван традиционалних јудео-хришћанских норми, а посебно на предбрачни секс.
Традиционални брак као једина друштвено пожељна алтернатива, међутим, могао је бити само делимично решење овог проблема, јер су се и брачни парови морали суочити са нежељеном трудноћом и повезаним економским и социјалним последицама. Стога су нове методе контроле рађања постепено увођене у западна друштва од почетка 20. века. У почетку су дијафрагме и контрацептивни калеми код жена и кондоми код мушкараца служили у ту сврху. Од 1940-их, међутим, употреба антибиотика у лечењу инфекција почела је постепено да уклања један од главних здравствених ризика од побачаја, чинећи га једном од популарних метода за уклањање нежељених трудноћа.
Сви ови трендови достигли су свој врхунац 1960. године, када је америчка управа за храну и лекове одобрила употребу Еновиде - прве контрацептивне пилуле. Она је имала можда најдраматичнији ефекат и један од најважнијих катализатора сексуалне револуције, јер је омогућио женама да спрече нежељене трудноће на релативно једноставан, сигуран и дискретан начин, тј. да упражњавају секс неограничен ранијим здравственим разлозима и сродним социјалним нормама. Контрацептивна пилула проширила се у већини западних земаља шездесетих и седамдесетих година прошлог века, и то је један од разлога зашто се термин „доба пилула“ често користи у периоду сексуалне револуције.

## Друштвене промене пре друге половине 20. века
Поред напретка технологије, важан фактор на почетку сексуалне револуције биле су и друштвене - политичке и културне - промене које су карактерисале западне земље у 20. веку. Ово је првенствено због убрзаног тренда урбанизације, појаве нових идеологија и друштвених покрета који су довели у питање претходне вредности, технологије која је омогућила нове облике животног стила и два светска рата чији су ефекти такође подстакли горе наведене трендове.

### Слабљење традиционалних власти
Индустријска револуција довела је до интензивне урбанизације многих западних друштава, односно до масовног прилива некадашњег руралног становништва у нове, брзо растуће градове. У великом броју случајева испоставило се да традиционални облици друштвеног организовања, карактеристични за мале сеоске заједнице, као и облици социјалног морала који се на њима заснивају, нису адекватни за њих. У градовима, посебно великим, појединци би могли лакше да се „утопе у масе“, односно да игноришу претходне норме упражњавањем неконформистичких стилова живота. Развој транспортне технологије, али и политичке промене у правцу уклањања институционалне неједнакости међу класама, омогућиле су већу социјалну мобилност и индивидуализам .
Све ово резултирало је постепеним слабљењем и нестанком претходних власти, било верских организација или државних институција, укључујући школу и војску. Од средине 20. века имају све мање могућности да појединцима наметну своје сексуалне норме.

### Светски ратови
Први и Други светски рат, односно њихови ефекти на друштва водећих светских земаља, умногоме су допринели слабљењу традиционалних власти, као и ранијих друштвених норми. По први пут су користили масовне војске углавном младих регрута чија склоност бављењу сексом није могла бити ограничена на традиционалне облике војне дисциплине, што је од самог почетка признао и сам војни естаблишмент. Тако се употреба кондома међу општом популацијом проширила управо из војске чији су припадници кондоме делили у сврху заштите од полно преносивих болести. Тадашње војске такође су, настојећи да одрже борбени морал, углавном имале далеко толерантнији став према проституцији и дистрибуцији порнографског материјала међу својим члановима.
У позадини, односно у самим ратом захваћеним земљама, одлазак великог броја мушкараца у војску изненада је створио многа радна места за жене и тако створио услове да се жене прво сматрају политичким, а касније економским условима равноправним мушкарцима. Ово је створило институционалне услове да традиционалне родне улоге мушкараца и жена буду одбачене у годинама након Другог светског рата и да се женама призна право да као равноправни субјекти учествују у сексуалним односима.

### Нове идеологије и друштвени покрети
Поред економских, технолошких и политичких промена, сексуалну револуцију потакнуле су и нове идеологије, покрети и теорије које су почетком 20. века, свака на свој начин, доводиле у питање претходни сексуални морал.
При томе се најчешће наводе идеологије левице као што је марксизам, односно аутори који су Фројдове идеје покушали повезати с пројектима друштвене трансформације на основу анархизма (Ото Грос) или марксизма (Вилхелм Рајх).
Међутим, у неким случајевима се идеолошка основа будуће сексуалне револуције такође може наћи међу појавама које су данас традиционално повезане са десницом. Тако је концепт контроле рађања у САД од стране Маргарет Сангер заснован на контроверзном концепту еугенике, а одређени аспекти званичне фашистичке идеологије 1920-их и 1930-их имали су толерантнији однос према сексуалности од претходних норми (као пример може послужити нацистичка промоција женског промискуитета ради рађања што већег броја „здраве аријевске“ деце).

### Беби-бум генерација
Кључни фактор за почетак сексуалне револуције било је то да је 1960-их дошло до сазревања тзв. Беби-бум генерације, рођене у годинама непосредно након завршетка другог светског рата. У Сједињеним Државама и неким западним европским земљама тада је дошло до наглог пораста новорођене деце, а до 1973. године, нафтни шок забележио је невиђени раст економског просперитета и животног стандарда. Када су беби-бумери средином и почетком 1960-их почели да достижу пунолетство и постали мање-више равноправни чланови тадашњих друштава, постао је видљив оштар генерацијски јаз између њих и њихових родитеља, који се пре свега огледао у различитим друштвеним вредностима. Млади беби-бумери одрастали су, а да у већини случајева нису искусили сиромаштво и беду због којих су њихови родитељи током рата и Велике депресије постали скромни, штедљиви и остали конзервативни. Пак, одрастање у доба просперитета довело је до одбацивања традиционалних вредности, и прихватања хедонизма у облику "нових" и  "алтернативних" облика испољавања сексуалности и ставова према овим појавама. Средином 1970-их, број беби бумера у многим земљама учинио је своје дотадашње „револуционарне“ ставове већином и делом тзв. Мејнстрим.

## Манифестације сексуалне револуције
Иако се почетак сексуалне револуције традиционално везује за 1960. годину и Сједињене Државе, неки од њених облика, односно манифестација, потичу из ранијих периода, односно само су их специфичне околности шездесетих година подводиле под заједнички називник. Тако су се у неким круговима почетком сексуалне револуције сматрале године 1948. и 1953. када је тим америчких научника на челу са Алфредом Кинзијем објавио чувене Кинзијеве извештаје, што је изазвало сензацију пропитујући до тада укорењене погледе на људску сексуалност, и на много начина озаконио отворене дискусије на ту тему. Исте године објављен је први број часописа Плејбој, који је својим третманом сексуалности на много начина обликовао опште друштвене ставове у каснијим деценијама.

### Стицање репродуктивних права жена
У готово свим западним земљама, непосредно после Другог светског рата, уведено је женско право гласа, а чиме су у највећем броју случајева, остварени циљеви тзв. феминизам првог таласа. Међутим, формална политичка и правна једнакост у многим случајевима заостајала је за економском, а излагање нежељеним трудноћама сматрало се озбиљном и често непремостивом препреком за добијање посла и напредовање у каријери. Због тога је сексуална револуција повезана са тзв. феминизмом другог таласа који је шездесетих и седамдесетих година инсистирао на концепту женских репродуктивних права, односно на избору да ли желе да имају децу или не. Већина западних земаља је у том периоду легализовала разне облике контрацепције (прво за удате жене, а затим и за све друге жене), а затим и за абортус. Таква репродуктивна права резултирала су смањењем броја нежељених трудноћа, али и нежељених бракова и падом наталитета у односу на претходне периоде.

### Декриминализација алтернативних облика сексуалности
У неким земљама западног света викторијански морал није био само предмет друштвеног, већ је кодификован у правним нормама које су различита одступања од сексуалне праксе прописане јудео-хришћанским каноном третирали као кривична дела. Тако су санкционисани различити облици сексуалних активности, од хомосексуалности до прељубе, па чак и орални секс међу хетеросексуалним супружницима, најчешће под терминима као што су содомија или блуд. Међутим, у многим земљама напор да се брак сачува као темељ викторијанског друштва довео је до озбиљних законских препрека за развод, а у неким земљама, посебно католичким, није било грађанског брака, а самим тим ни могућности развода.
Иако се трендови законодавне либерализације у вези са људском сексуалношћу могу пратити још од 1940-их (када је хомосексуалност декриминализована у Шведској), тек крајем 1960-их, под притиском беби бума, али и због спознаје да се репресивни закони не могу ефикасно примењивати, долази до њиховог постепеног напуштања. У случају хомосексуалности раних 1970-их, овом процесу је допринело и напуштање досадашњег става да је тај феномен ментални поремећај. Након Стоунволске побуне, 1969. године, почео је да се оснива низ организација за права хомосексуалаца и лезбијки, као и отворенији рад на промоцији права ЛБГТ особа. Многе државе, с друге стране, либерализују своје законодавство у смислу да се брак у много детаља поистовећује са ванбрачним односима. До тада, забрањена понашања везана за секс су или легализована или декриминализована, па нпр. јавна голотиња или јавна сексуална активност престају да буду кривично дело против „моралних основа друштва“ и третирају се само као прекршај против јавног реда и мира.

### Сексуална едукација
Једна од карактеристика сексуалне револуције био је напор да се радикалан прекид са ранијим, конзервативним третманом сексуалности искаже приближавањем досадашње табу сексуалности широј јавности. У односу на млађе генерације се почиње јављати концепт тзв сексуалног образовања, односно напори да деца и адолесценти већ имају одређено знање пре сексуалног сазревања које би им могло помоћи да се суоче са изазовима сопствене сексуалности. Поред педагога и друштвених активиста, у ово су почели да се укључују и васпитачи, па се у школама појављују одређени облици сексуалног образовања.
Истовремено се појављује концепт сексуалног образовања за одрасле, тј. напори да се чак и зрелим мушкарцима и женама омогући „исправан“ или квалитетан сексуални живот. У том циљу, 1960-их и 1970-их, концепт сексуалних приручника, односно књиге које су читаоцима дале низ савета о томе како да побољшају свој сексуални живот, стекао је популарност. Међу најпопуларнијим приручницима из тог периода су Људски сексуални одговор из 1966. године од аутора Мастерс и Џонсон и илустровани приручник Радост секса из 1972. године.

### Крај цензури сексуалног садржаја у књижевности, уметности и масовним медијима
Иако је еротски садржај присутан у већој или мањој мери током историје западне културе, у викторијанско време био је цензурисан, па је много књига и уметничких дела која су викторијанци сматрали „развратним“ и „неморалним“ било забрањено или објављено у „пречишћеном облику”. У то време се сматрало да је напор да се очува јавни морал, односно заштита деце и омладине од „непримереног“ садржаја, важнији од слободе изражавања. Због свега овога, дела еротског, односно експлицитно сексуалног садржаја деценијама илегално постоје, односно имала су статус порнографије, било да се ради о књижевним делима, илустрацијама, фотографијама или филмовима.
Шездесетих година прошлог века у САД-у, а у неким земљама и раније дошло је до постепеног напуштања цензуре, односно до наглог попуштања њених критеријума када је реч о писаној речи. У Сједињеним Америчким Државама кључним тренуцима у овом процесу сматрају се суђења која су легализовала нецензурисане верзије Љубавника Леди Чатерлеј, Преокрет Јарца и Фани Хил између 1965. и 1973. године. У Уједињеном Краљевству Љубавник Леди Чатерлеј је легализован пресудом суда 1963. године и тај датум се традиционално сматра почетком сексуалне револуције у тој земљи, као и турбулентних шездесетих.
Пуритански стандарди приказивања сексуалности - било имплицитни било експлицитни - започели су четрдесетих и педесетих година прошлог века. За филм се наводи да је почетак сексуалних навода 1951. године, када је шведски режисер Арне Матсон једног лета снимао сцене женске голотиње у филму Плесала је једно лето, а затим Ингмар Бергман са својим филмом Летовање са Моником. Године 1956, Брижит Бардо постала је један од сексуалних симбола свог времена филмом И Бог створи жену где се у једној сцени њен лик сунча наг. Након тога, голотиња је постепено почела да постаје „нормалан“ садржај играних филмова; у Сједињеним Државама, или Холивуду, догодило се 1966. године, када је напуштен тадашњи репресивни Хајсов Кодекс. Након тога, мушка голотиња је почела да се уводи у игране филмове, затим симулира, а у неким ретким случајевима 1970-их чак и симулирани секс.
Заједно са тим процесом, паралелно је ишла и постепена легализација порнографије. У Данској су порнографски садржаји легализовани крајем 1960-их, док је у другим земљама овај процес полако пролазио кроз часопис за мушкарце и кабаре (стриптиз) чија је главна атракција била женска голотиња, па преко садржаја са симулираном сексуалном активношћу (тј. Мека порнографија) до симулиране (хардкор) порнографије. 1972. године у Сједињеним Државама је јавности први пут приказан порнографски филм Дубоко грло, који је извукао жанр из полулегалног гета и изазвао велико интересовање јавности, феномен познат као порно шик.

## Крај сексуалне револуције
Неки теоретичари верују да је сексуална револуција процес који у ствари никада није завршен, односно траје до данас. Други теоретичари верују да је се то завршило, макар у свом најинтензивнијем и најочигледнијем облику, почетком 1980-их. Као разлози за коришћење овог датума често се наводе Реганова револуција у Сједињеним Државама и аналогни процеси у другим земљама који су довели до својеврсне ренесансе конзервативизма. Ипак, далеко чешћи разлог зашто је сексуална револуција заустављена је пандемија сиде која је своје последице имала у далеко негативнијем ставу према „неспутаној“ сексуалности, посебно када је реч о промискуитету, у поређењу са седамдесетим годинама прошлог века. И радикалне феминисткиње дале су своје мишљење о негативном односу према сексуалној револуцији и неким њеним достигнућима у том периоду, по чијем су мишљењу новостечене сексуалне слободе само један од трикова патријархата с циљем одржавања жена у послушности. Због тога се период 1980-их понекад називао сексуалном контрареволуцијом.

## Сексуална револуција у бившој Југославији
Иако СФРЈ није припадала западном свету, током 1960-их и 1970-их забележила је појаве које се недвосмислено могу описати као сексуална револуција. Разлози за то су напори тадашњих комунистичких власти да свој режим представе својој, али и западној, јавности као „опуштенији“ или мање крут у односу на источни блок, односно да се прилагоде туристима из западних земаља .
У том смислу, либералнији приступ еротском садржају у југословенским играним филмовима, укључујући сцене женске голотиње, може се пратити од друге половине 1960-их; Душан Макавејев је можда најдаље у свему томе отишао 1971. године са филмом ВР: Мистерије једног организма који је стрпан у бункер мање због експлицитних сексуалних сцена, а више због политичких контроверзи. С друге стране, у југословенској кинематографији седамдесетих година постојао је тренд комерцијализације, па су сцене женске голотиње или експлицитног секса постале готово обавезан садржај југословенских играних филмова. У исто време, у југословенским биоскопима почели су да се приказују еротски, односно меки порнографски филмови, углавном из тадашње Западне Немачке и Италије .
Почетком седамдесетих у СФРЈ почињу да излазе први мушки часописи, попут загребачког Старт и београдског Зум Репортера. По узору на сличне часописе на Западу, поред еротских фотографија, објављују и практичне савете о сексу, односно еротску литературу.
Законодавство по узору на западне земље такође се променило седамдесетих година - хомосексуалност је декриминализована, а абортус легализован. Сексуална револуција се наставила у одређеним облицима чак и 1980-их када је порнографија легализована. 1987. Звонимир Мајцуг снимио је први порнографски филм под називом Оаза након претходне забране, а исте године је у југословенским биоскопима први пут легално приказана нецензурисана (тврда језгра) верзија филма Заљубљени Чака Винсента под називом Страсти.
1978. године одржан је први феминистички скуп у СФРЈ и источној Европи. Скуп под називом „ Друг-ца жена“ организован је у Београду, а на њему су поред жена из СФРЈ учествовале и феминисткиње из Италије и Француске и Велике Британије. Након овог скупа почела су да се оснивају феминистичка удружења, прво у Загребу, а затим у Београду и Љубљани.

## Последице сексуалне револуције
Постоје различита мишљења о последицама сексуалне револуције, с обзиром на различита искуства у различитим земљама, као и на различите идеолошке перспективе из којих се посматрају ови догађаји. Ова мишљења се могу поделити на позитивна и негативна.
Сексуалну револуцију обично позитивно углавном оцењују теоретичари леве, либералне или либертаријанске оријентације. Главни аргумент је да је њоме уклоњена последња препрека која је спречавала савремене либералне демократе да постигну идеале слободе изражавања, односно слободе појединца. Неки теоретичари верују да су сексуалном револуцијом у већој мери остварени феминистички идеали родне равноправности. Нестанак сексуалних табуа тумачи се као уклањање суштинског узрока индивидуалне и колективне фрустрације у друштву, односно фокусирање пажње друштва на „стварне“ проблеме економске и политичке природе.
Критичари сексуалне револуције обично долазе из конзервативних кругова и верују да је она на много начина поткопала темеље западног света промовишући хедонизам, односно лагодан живот без одговорности. Сексуална револуција приписује се драстичном паду наталитета и демографској кризи која модерне западне земље чини рањивим на притиске исламских земаља и земаља Трећег света које нису прошле сексуалну револуцију. Део критикује сексуалну револуцију са левичарских или феминистичких позиција, верујући да је сексуална револуција послужила само за консолидацију оснивања кроз јефтину забаву за масе, односно жене свела на сексуалне објекте.

## Критика концепта сексуалне револуције
Сексуална револуција је дуго била предмет критика и изазова теоретичара који сматрају да то уопште није „посебан“ или „епохалан“ догађај. Теоретичари који се ослањају на Херберта Маркузеа оспоравају револуционарну природу промена током 1960-их и 1970-их, тврдећи да је у ствари санкционисано само „сензуално отпуштање“ да би се ропство довршило на инстинктивном нивоу.
С друге стране, други теоретичари оспоравају сексуалну револуцију с обзиром на евроцентричност концепта, односно сматрају да је то само један од феномена који је много пута забележен у светској историји.